# Cabrianes
Cabrianes és un poble que forma part del terme municipal de Sallent, a la comarca catalana del Bages.

## Marc natural

### El pla de Cabrianes
Des del punt de vista de la geografia física Cabrianes forma una unitat ben definida: el pla de Cabrianes, que és en realitat una subplana dins el que es coneix com el pla de Bages. Situat a l'extrem nord-oriental d'aquest, el pla de Cabrianes té uns límits ben clars: A tramuntana, la serra de Montcogul s'aixeca visiblement sobre el pla, i és el punt més alt de l'entorn, amb una cota màxima de 594 metres. Per la banda sud-est, la riera Gavarresa i la balcera que la segueix fa de frontera natural amb una altra plana, la d'Artés (situada a un nivell més alt i formant ja una unitat diferenciada del pla de Bages); aquest és també el límit municipal de Sallent. Uns dos km al sud del poble, la Gavarresa barreja les seves aigües amb el riu Llobregat que marca el límit ponentí del pla. A l'altra riba del Llobregat el pla es perllonga fins al serrat del Cogulló i els Amprius, i enllaça amb el pla de Bages.
L'existència de dues planes és fruit de l'eixamplament de les terrasses fluvials del Llobregat. Al seu pas per Sallent, el Llobregat discorre per una vall força estreta i amb un grau de pendent considerable, cosa que explica l'existència de diferents salts d'aigua (aquest és pròpiament el significat del topònim Sallent).
A Cabrianes, en canvi, el riu s'encalma perquè entra al pla i hi troba una resclosa; les aigües s'empantaneguen tot formant una espècie d'aiguamolls a la zona coneguda com la Corbatera, que es diu així pel revolt que hi fa la carretera, en aquest indret paral·lel al riu.
A Cabrianes s'ajunten diversos torrents i rieres que conflueixen al Llobregat, i això és el que determina la forma transversal del pla. La principal, com s'ha dit anteriorment, és la riera de Gavarresa, que prové del Lluçanès. Al costat de ponent els cursos fluvials són de menor entitat, ja que només drenen els turons del sector del Cogulló. Hi ha el Salt del Ruc o rasa del Mas de les Coves i el torrent de la Sala (o Corbatera). El fet que aquests torrents provenen de la zona on s'acumulen els sobrants de l'explotació minera de Sallent provoca un alt índex de salinització de les aigües del Llobregat en aquest sector, malgrat l'existència d'un col·lector d'aigües salmorres que ha reduït aquests efectes. Això impedeix el desenvolupament de la vegetació a les zones de l'aiguabarreig amb el Llobregat, i en els últims anys ha ocasionat també problemes en el subministrament d'aigua al poble. Cal afegir que, per aquest costat del pla discorre la séquia de Manresa.
A la banda de llevant hi ha els torrents de cal Caticó, un que comença a cal Garrell i continua cap a la Targa pel saltant del Mateu, i el torrent del Lladre −sota el pla de les Bruixes. Més enllà, sota les Roques Albes (mirador excel·lent del pla de Cabrianes), trobem els torrents de l'Esparver, de les Tres, de les Perdius, el torrent Gran, la Rasa Xica (noms donats pels caçadors del poble) i finalment els torrents de Vilasoleia i Fucimanya. Al nord del nucli del poble hi ha els torrents de la Carrera i el Soler i al sud, la prolongació del torrent de cal Caticó rep diferents noms: de cal Rajoler, de Manyanes i, quan desemboca al Llobregat, dels Codonyers.

### Climatologia
Cabrianes s'inscriu en l'àrea de clima mediterrani de muntanya mitjana. Durant la tardor no és rar veure que les pluges intenses provoquen crescudes del Llobregat. La neu es presenta ocasionalment i els pocs centímetres que solen caure només serveixen per enfarinar el paisatge. Les nevades fortes són excepcionals. A l'hivern les boires són freqüents per la inversió tèrmica: augment de la humitat, afavorit per la presència del Llobregat i de la Gavarresa, amb la consegüent disminució de la temperatura. A l'estiu, en canvi, les típiques calamarsades han provocat més d'un contratemps.

### El paisatge
Aquest clima ple de contrast entre hiverns freds i estius calorosos té com a arbre característic i ben adaptat l'alzina de carrasca, que en estat natural hi formaria boscos importants. Això no obstant, la suavitat del relleu ha afavorit l'ús de les terres per als conreus; sobretot cereals, però també vinyes i oliveres, que permeten l'aprofitament de terrenys més agrestos. Això provocà el retrocés del bosc. Més recentment la vinya ha estat abandonada i de forma gradual el bosc ha anat guanyant terreny. Aquest fet es donà sobretot en indrets de fort pendent, on no era viable el conreu mecanitzat del cereal. Un exemple el tenim al serrat de la Carrera, on encara es poden trobar rebrots de cep.
Aquesta nova conquesta de l'espai forestal es troba encara en estat primerenc. El pi blanc s'ha reproduït més ràpidament que l'alzina. El sotabosc, però, és el típic de l'alzinar, amb llentiscle, garric, plantes aromàtiques com el timó, el romaní i d'altres. A la tardor −si el temps acompanya− s'hi fan diferents classes de bolets: rovellons, fredolics, cuagres, pinatells, cama-grocs, orelles de gat, alzinarons…
Al pla, les vinyes han donat pas als conreus de secà i als cereals d'hivern: ordi i blat són els més estesos. Per la política de subvencions, últimament també s'hi poden veure camps de colza, cànem i gira-sol; fins i tot en algun indret s'han implantat conreus de farratges: alfals, trepadella, etc. En l'àrea adjacent al Llobregat i la Gavarresa s'hi conrea regadiu, sobretot hortalisses: enciams, escarola, cols, cebes, tomàquets, bledes…; llegums: mongetes, faves, pèsols... i tubercles.

### La zona humida de la Corbatera
El pas del Llobregat pel sector meridional de Cabrianes mereix una especial atenció, ja que constitueix una àrea d'interès ecològic. L'indret conserva molt bé l'ambient pantanós que caracteritzava moltes riberes de la Catalunya interior, la major part de les quals han estat alterades per l'acció de l'home. La varietat d'hàbitats que proporciona la zona fa que sigui d'una gran riquesa faunística, sobretot pel que fa a les aus.
L'indret és configurat per una zona riberenca ocupada per un sorral amb còdols que és d'una gran importància per a la reproducció d'algunes espècies. Segueix una línia de canyissar a ambdues ribes, circumdades per camps actualment de secà −tot i que força temps enrere havien estat també horts, com ho demostra l'existència d'una sínia− i per bosc de ribera. Del bosc, molt important com a talaia i com a lloc de repòs de les aus, pràcticament només en resten uns pocs pollancres.
L'espai de la Corbatera es pretén integrar en una futura xarxa d'espais d'interès natural de la comarca del Bages. Arran de les obres a la carratera de l'eix transversal s'hi portà a terme un estudi mediambiental, a partir del qual es feu una revegetació de la zona i s'hi creà una llacuna artificial. També s'ha rehabilitat l'antiga sínia com a lloc de guaita de les aus.

## Primeres notícies de Cabrianes
El Pla de Cabrianes ja era ocupat durant l'època ibèrica; el Cogulló, que domina el pla exercia una capitalitat entre els ibers lacetans del Pla de Bages i s'han pogut identificar els primers vestigis d'un assentament rural d'època ibèrica i romana al pla de Cabrianes. La presència de material romà al jaciment de l'Oliva fa suposar que l'assentament ibèric es convertí en una petita vil·la romana (habitatge rural semblant a un mas).
La primera referència documental de Cabrianes correspon a una donació que l'any 1006 Sendred de Gurb, senyor del Castell de Sallent va fer al monestir de Sant Benet de Bages d'un alou situat al lloc que anomenen Cabrilianas. En els documents medievals, Cabrianes - escrit primerament Cabrilianas, Cabriganas i el 1254 Cabrianes - apareix com una referència geogràfica per tal de situar un punt concret: una propietat, una casa… L'activitat econòmica dels masos es basava fonamentalment en l'agricultura i, en menor grau, en la ramaderia. Un dels conreus importants a l'època medieval ja era la vinya però fou a partir del segle xviii que aquest conreu inicià un procés d'expansió al Bages i concretament a Cabrianes. Les conseqüències de l'expansió vitícola podrien resumir-se amb tres punts: el desenvolupament dels masos principals -que durant aquests anys es convertiran en grans cases i els seus amos en rics propietaris-, el sorgiment de cases de pagès de menor entitat escampades pel pla i el naixement d'un incipient nucli urbà al voltant de l'església i a la Roureda d'en Quintana (actual carrer de Baix).
Abans del naixement del nucli urbà, el que donava personalitat a Cabrianes eren els seus masos. L'apogeu està relacionat directament amb l'expansió de la vinya. Destaquen especialment el Soler, el Camp, l'Oliva i Mas Vidal.

## L'església

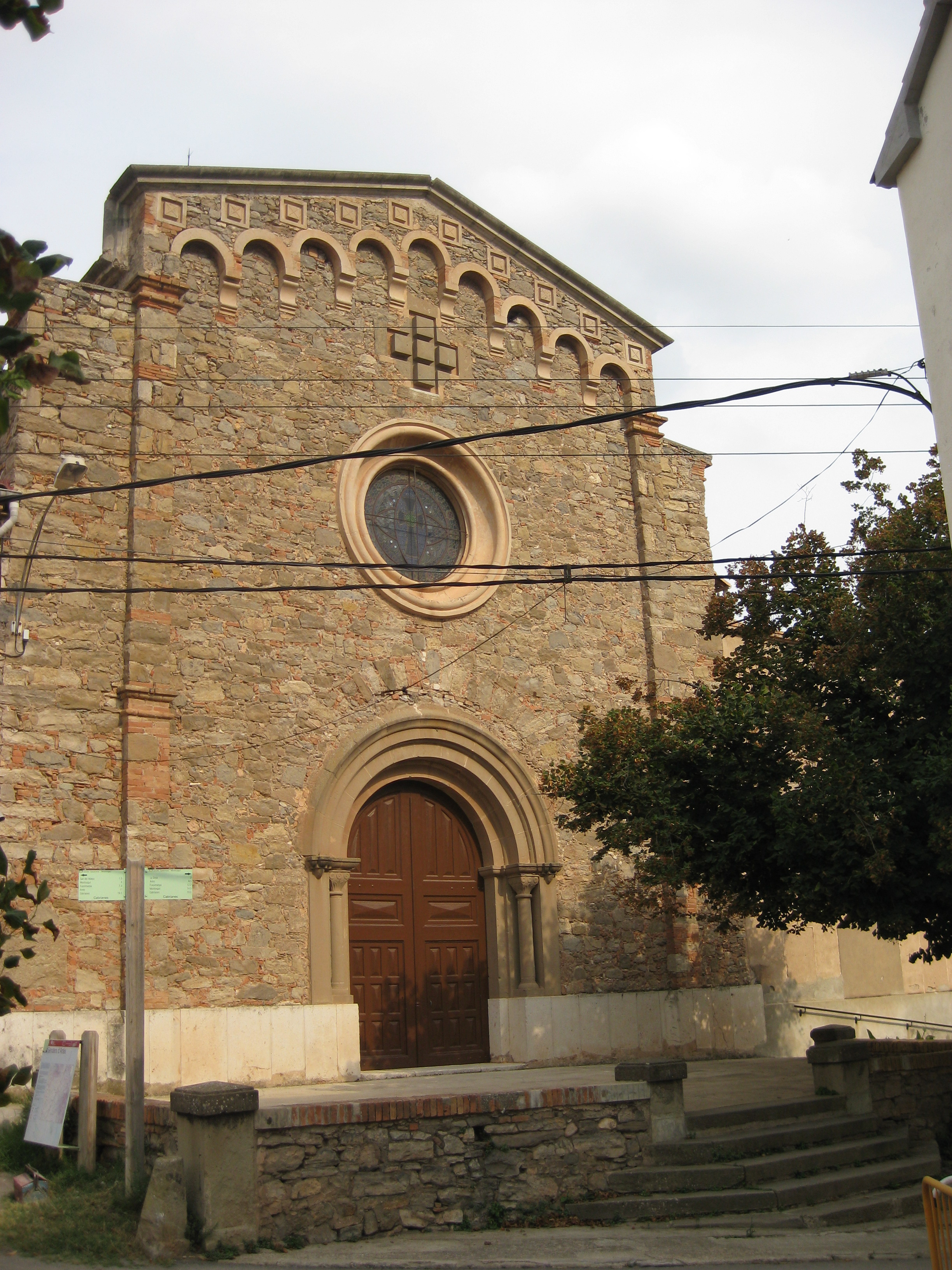
Església de Sant Ramon de Cabrianes

La Capella de Sant Ramon de Cabrianes no començà a edificar-se fins a principis del segle xvii, però sembla que anteriorment existí una primitiva capella dedicada a Sant Jacint, propietat del Mas Soler. La nova església va construir-se al costat de la vella que va quedar com a capella del Santíssim. És una construcció d'inspiració neoromànica, amb una sola nau coberta amb volta de canó.
Un dels elements més estables de l'església és el campanar. Es tracta d'una construcció anterior a l'obra de 1890, d'un estil més clàssic, que difereix del conjunt neoromànic.

## Centre Parroquial

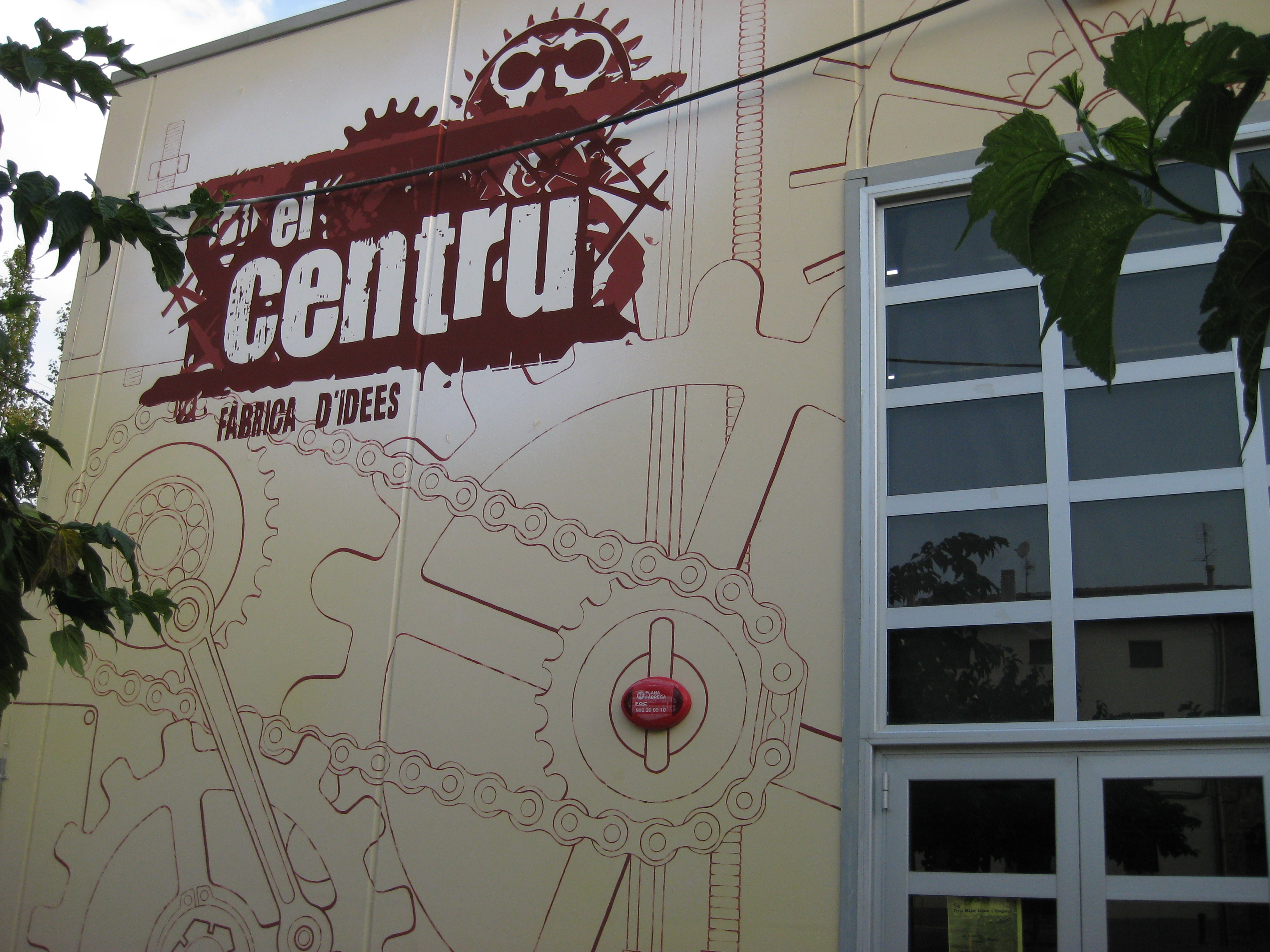
El Centru

El Centre Parroquial es va construir entre el 1954 i el 1955 en uns terrenys cedits per Antònia Soler (propietària del Mas Vidal) i el material necessari es va aconseguir mitjançant donatius de la resta de propietaris del poble. La gent del poble que no havia col·laborat econòmicament exercí de mà d'obra. Malgrat que es va construir per fer cinema i teatre, el Centre Parroquial va passar a ser un espai polivalent que s'utilitzava per tot tipus d'actes. El 1998 va tancar i es va enderrocar pel mal estat de conservació. Va trigar deu anys per estrenar un edifici nou, en la construcció del qual van participar l'ajuntament, la Generalitat i la Diputació.

## La fàbrica de Cabrianes: Cal Berenguer
L'industrial promotor de la fàbrica era d'Artés, Josep Berenguer. El 1905 va començar a funcionar la fàbrica amb els hereus de la Família Berenguer que van guiar la fàbrica fins al 1989 quan en plena crisi del tèxtil van vendre la fàbrica de Cabrianes a Eudald Gonfaus. Amb el canvi de propietari es va portar a terme una reestructuració important, una reducció de plantilla i una robotització de la maquinària.
Com que als primers temps venien a treballar a la fàbrica gent de Navarcles, d'Artés, de Sallent i de Santa Maria d'Oló, es van construir els anomenats pisos de la fàbrica. La fàbrica no ha canviat gaire respecte a la construcció original, forma un recinte al qual s'accedeix per un pas sota un bloc de pisos de quattre plantes. La nau central de la fàbrica és de grans dimensions, de fet és la nau més gran de l'època modernista que es conserva a Catalunya. Tota la indústria funcionava amb els 300 cavalls de força que produïa el salt d'aigua (que actualment encara està funcionant i ven l'electricitat a FECSA).

## L'Escola Els Pins

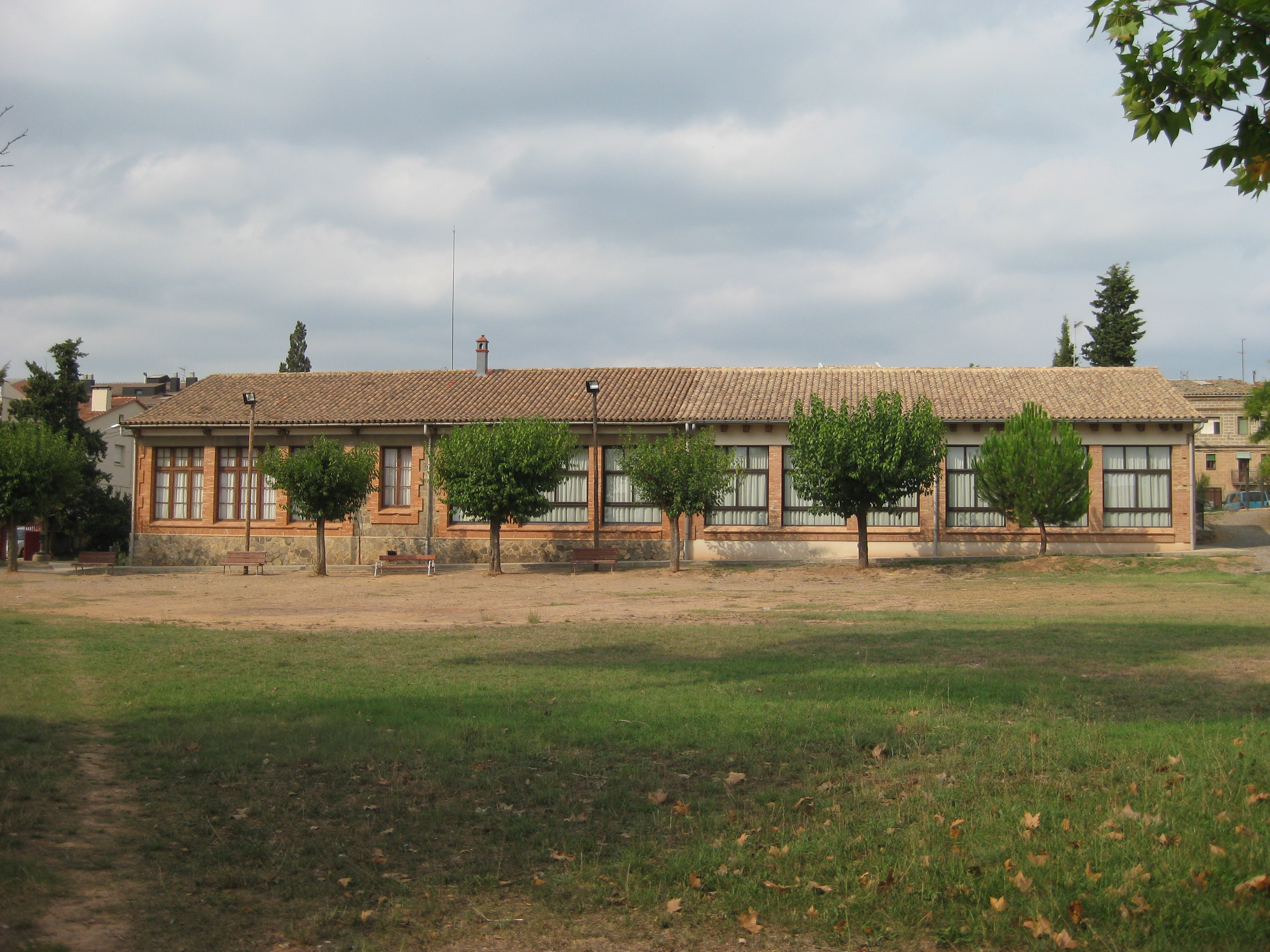
Escola els Pins

Entre 1904 i 1928 la parròquia de Cabrianes tenia assignat un vicari mestre, que feia classe als nens en una casa al costat de l'església. De les nenes se n'encarregaven les monges del Sagrat Cor. Després de 1928 l'Ajuntament assumí la instrucció pública i va llogar un mestre i un local, conegut com a Ca la Laia. El 1936 s'inaugura un nou col·legi amb dues classes i una sala per a treballs manuals, amb una estructura que encara es conserva pràcticament sense variacions. El 2004 es van celebrar els 100 anys de l'escola amb l'edició d'un llibre i una gran festa.
Va estar tancada durant uns anys, actualment forma part de la ZER del Bages juntament amb Castellgalí, Castellfollit del Boix i Maians.

## Escola Bressol Les Baldufes
La guarderia de Cabrianes neix a partir de l'herència d'Antònia Soler propietària d'un gran patrimoni i sense descendència. La seva voluntat fou llegar gairebé tots els seus béns a Cabrianes, fent constar que havien de destinar-se en benefici del poble. Des de la seva fundació el 1964 la guarderia ha estat totalment gratuïta pels habitants de Cabrianes i continua nodrint-se dels diners de la fundació Antònia Soler.

## Festes i tradicions populars
Les festes religioses han tingut un gran arrelament popular almenys fins fa uns quants anys. Destacaven especialment la festa de Corpus Christi i els actes de Setmana santa, la Passió, el Salpàs i les Caramelles.
A principi de segle xx la Festa Major se celebrava per Sant Ramon de Penyafort, patró de l'església, el 23 de gener. Però, com que a causa del fred, la data no era gaire avinent es va passar al tercer diumenge de setembre. Els actes principals de la festa eren la missa i el ball a l'envelat.
Des del 1976 de l'organització se n'encarrega una junta dins l'associació de veïns, que ha diversificat el programa amb cercaviles, balls, teatre, havaneres, sardanes, gimcana, joc del quinto, circ, màgia, festa cubana, titelles, correfoc i un partit de futbol que enfronta solters i casats. Enfrontament Gavarresa-Fussimanya.